# The Private Banker
The Private Banker è un cortometraggio muto del 1916 diretto da Tom Santschi. Ambientato nel mondo degli immigrati italiani con la sceneggiatura di J. Edward Hungerford, il film, prodotto dalla Selig, aveva come interpreti Wheeler Oakman, Edith Johnson, Leo Pierson, Harry Lonsdale, Tom Bates.

## Trama
Pietro, grande lavoratore e ragazzo serio, è innamorato di Lucia, anche lei italiana. Un altro ammiratore della bella ragazza è Tony, un lavativo poco di buono che si mette in combutta con Amato, un vecchio truffatore, per aprire una banca privata. Con un prestito rateale, i due mettono su l'ufficio e cominciano a rastrellare il denaro dalla colonia italiana, promettendo alti tassi di interesse. L'iniziativa ha successo, ma Amato progetta di rubare il denaro raccolto e di fuggire. La notte in cui Amato pianifica la sua fuga, Tony entra in banca, scopre il complotto di Amato e lo uccide. Pietro, che sospettando qualcosa, ha seguito Tony, entra in banca e scopre il crimine. Prende i soldi da Tony e li nasconde, con la determinazione di restituire i fondi ai legittimi proprietari più tardi. Tony, per vendetta, accusa Pietro di aver ucciso Amato e di aver rubato i soldi. Così, quando la mattina seguente Pietro arriva al lavoro, i compagni non gli lasciano alcun tempo per parlare: sopraffatto, viene colpito e, incosciente, messo in una pala a vapore. Giunge però Lucia: dopo essere stata ad assistere Tony che era rimasto ferito, scopre che il vero colpevole è lui. Appena in tempo, riesce a salvare Pietro. Questi, allora mostra la borsa del denaro e spiega come sono andate veramente le cose.

## Produzione
Il film fu prodotto dalla Selig Polyscope Company.

## Distribuzione
Distribuito dalla General Film Company, il film - un cortometraggio in due bobine - uscì nelle sale cinematografiche statunitensi il 17 luglio 1916.